# Distretto di Kazan
Il distretto di Kazan (in turco Kazan ilçesi) è uno dei distretti della provincia di Ankara, in Turchia. Parte del distretto è compresa nel comune metropolitano di Ankara.